# Ampolla rettale
Nell'anatomia umana l'ampolla rettale o retto pelvico, è la parte dilatata del retto.

## Anatomia
Misura dai 13 ai 15 cm e mostra una forma a sacco. Si ritrovano al suo interno 3 pieghe che vengono chiamate valvole rettali.

## Funzioni
Dopo un periodo di deposito presso l'ampolla rettale le feci vengono eliminate attraverso il canale anale.